# Hitzeindex
Der Hitzeindex (HI) ist ein Maß zur Beschreibung der gefühlten Temperatur auf Basis der Lufttemperatur sowie der relativen Luftfeuchtigkeit in schattigen Bereichen. Sie geht auf die Arbeiten des US-Amerikaners Robert G. Steadman aus dem Jahre 1979 zurück. Ähnlich, jedoch einfacher, wird der in Kanada entwickelte und häufiger anzutreffende Humidex (humidity index) berechnet.
Eine hohe Luftfeuchte wirkt, vor allem bei hoher Temperatur und bei einem Taupunkt über 16 °C als Schwüle bezeichnet, belastend auf den menschlichen Organismus. Sie behindert die Thermoregulation durch Verdunstungskühlung auf der Haut des Körpers durch Schweißabsonderung, beeinträchtigt so das subjektive Wohlbefinden und erhöht objektiv die Gefahr eines Hitzeschadens. Infolgedessen ist für Menschen ein Aufenthalt in der Wüste mit niedriger Luftfeuchte meist leichter zu verkraften als im Tropischen Regenwald mit dessen geringerer Temperatur, aber wesentlich höherer Luftfeuchte.
Hitzeindex und Humidex sollen als Maß diese relative Belastung zum Ausdruck bringen. Sie erlangen ihre Bedeutung bei Lufttemperaturen oberhalb von etwa 20 bis 25 °C. Für Lufttemperaturen unterhalb von etwa 10 °C ist statt der Luftfeuchte die Windgeschwindigkeit wichtiger für die gefühlte Temperatur, was im Maß des Windchill zum Ausdruck gebracht wird.
Der höchste bisher aufgezeichnete Hitzeindex wurde am 8. Juli 2003 in Dhahran, Saudi-Arabien, bei einem gemessenen Taupunkt von 35 °C und einer Lufttemperatur von 42 °C, mit einem Wert von 78 °C berechnet. Dies widerlegte die ursprüngliche Annahme, dass der höchstmögliche Hitzeindex in der Atmosphäre 71 °C sei.

## Berechnung
Die Zahlenwertgleichung für den Hitzeindex in Grad Celsius bzw. Grad Fahrenheit hat eine Genauigkeit von ±0,7 °C bzw. ±1,3 °F. Sie ist bei Temperaturen von mindestens 26,7 °C bzw. 80 °F und einer relativen Luftfeuchtigkeit von mindestens 40 % anwendbar. Als Variablen sind für ϑ die Temperatur in °C bzw. °F und für {\displaystyle \varphi } die relative Luftfeuchtigkeit in % einzusetzen.
{\displaystyle \vartheta _{\mathrm {HI} }=c_{1}+c_{2}\vartheta +c_{3}\varphi +c_{4}\vartheta \varphi +c_{5}\vartheta ^{2}+c_{6}\varphi ^{2}+c_{7}\vartheta ^{2}\varphi +c_{8}\vartheta \varphi ^{2}+c_{9}\vartheta ^{2}\varphi ^{2}\,\!}
| Parameter | ϑ in °C           | ϑ in °F          |
| --------- | ----------------- | ---------------- |
| c1        | −8,784695         | −42,379          |
| c2        | 1,61139411        | 2,04901523       |
| c3        | 2,338549          | 10,1433127       |
| c4        | −0,14611605       | −0,22475541      |
| c5        | −1,2308094 · 10−2 | −6,83783 · 10−3  |
| c6        | −1,6424828 · 10−2 | −5,481717 · 10−2 |
| c7        | 2,211732 · 10−3   | 1,22874 · 10−3   |
| c8        | 7,2546 · 10−4     | 8,5282 · 10−4    |
| c9        | −3,582 · 10−6     | −1,99 · 10−6     |

## Eigenschaften
Bei hohen Temperaturen ist die zur Erhöhung des Hitzeindex notwendige Steigerung der relativen Luftfeuchte geringer als bei niedrigen Temperaturen. So zeigt sich bei rund 27 °C ein gleichwertiger Hitzeindex, wenn die Luftfeuchtigkeit unter 45 % liegt. Bei 43 °C reicht jedoch schon eine Luftfeuchte von über 17 % aus, um den Hitzeindex über diese Temperatur steigen zu lassen. Bei Temperaturen unter 20 °C zeigt sich kein Einfluss der Luftfeuchte auf den Hitzeindex mehr. Bei Temperaturen von unter 10 °C wird meist der Windchill verwendet, um den Hitzeindex hier zu ersetzen.
Mit steigender Luftfeuchte entwickeln sich Niederschlag und eine zunehmende Bewölkung, wodurch sich die direkte Sonneneinstrahlung reduziert und die Temperatur sinkt. Mit der Temperatur sinkt zugleich die Sättigungsmenge des Wasserdampfes, so dass sich die relativen Luftfeuchte erhöht (und umgekehrt). Luftfeuchte und Temperatur sind somit über eine negative Rückkopplung miteinander verknüpft, weshalb man anfangs grob veranschlagte, dass eine Temperatur von 50 °C zusammen mit einer Luftfeuchte von 90 % in der Atmosphäre nicht realisierbar ist und der weltweit höchstmögliche Hitzeindex rund 70 °C betrage. Diese Annahme wurde später in der Realität widerlegt. (Siehe oben Einleitung des Artikels.)
Nicht berücksichtigt werden Sonne und Schatten: Bei vollem Sonnenschein kann das eigentliche Hitzeempfinden noch weit über dem berechneten Wert liegen.

## Warntabelle
|                          |    | Temperatur (°C) |    |    |    |    |    |    |    |    |    |    |    |    |    |    |    |
| 27                       | 28 | 29              | 30 | 31 | 32 | 33 | 34 | 35 | 36 | 37 | 38 | 39 | 40 | 41 | 42 | 43 |    |
| Relative Luftfeuchte (%) |    |                 |    |    |    |    |    |    |    |    |    |    |    |    |    |    |    |
| 40                       | 27 | 28              | 29 | 30 | 31 | 32 | 34 | 35 | 37 | 39 | 41 | 43 | 46 | 48 | 51 | 54 | 57 |
| 45                       | 27 | 28              | 29 | 30 | 32 | 33 | 35 | 37 | 39 | 41 | 43 | 46 | 49 | 51 | 54 | 57 |    |
| 50                       | 27 | 28              | 30 | 31 | 33 | 34 | 36 | 38 | 41 | 43 | 46 | 49 | 52 | 55 | 58 |    |    |
| 55                       | 28 | 29              | 30 | 32 | 34 | 36 | 38 | 40 | 43 | 46 | 48 | 52 | 55 | 59 |    |    |    |
| 60                       | 28 | 29              | 31 | 33 | 35 | 37 | 40 | 42 | 45 | 48 | 51 | 55 | 59 |    |    |    |    |
| 65                       | 28 | 30              | 32 | 34 | 36 | 39 | 41 | 44 | 48 | 51 | 55 | 59 |    |    |    |    |    |
| 70                       | 29 | 31              | 33 | 35 | 38 | 40 | 43 | 47 | 50 | 54 | 58 |    |    |    |    |    |    |
| 75                       | 29 | 31              | 34 | 36 | 39 | 42 | 46 | 49 | 53 | 58 |    |    |    |    |    |    |    |
| 80                       | 30 | 32              | 35 | 38 | 41 | 44 | 48 | 52 | 57 |    |    |    |    |    |    |    |    |
| 85                       | 30 | 33              | 36 | 39 | 43 | 47 | 51 | 55 |    |    |    |    |    |    |    |    |    |
| 90                       | 31 | 34              | 37 | 41 | 45 | 49 | 54 |    |    |    |    |    |    |    |    |    |    |
| 95                       | 31 | 35              | 38 | 42 | 47 | 51 | 57 |    |    |    |    |    |    |    |    |    |    |
| 100                      | 32 | 36              | 40 | 44 | 49 | 54 |    |    |    |    |    |    |    |    |    |    |    |

Vorsicht Erhöhte Vorsicht Gefahr Erhöhte Gefahr
Die vereinfachte Warnstufen-Tabelle ist:
| Hitzeindex | Hinweise |
| ---------- | --- |
| (27…32) °C | Vorsicht – Bei längeren Zeiträumen und körperlicher Aktivität kann es zu Erschöpfungserscheinungen kommen.    |
| (32…40) °C | Erhöhte Vorsicht – Es besteht die Möglichkeit von Hitzeschäden wie Sonnenstich, Hitzekrampf und Hitzekollaps. |
| (40…54) °C | Gefahr – Sonnenstich, Hitzekrampf und Hitzekollaps sind wahrscheinlich; Hitzschlag ist möglich.               |
| über 54 °C | Erhöhte Gefahr – Hitzschlag und Sonnenstich sind wahrscheinlich.                                              |